# 개나리속
개나리속은 물푸레나무과의 속으로, 노란 꽃을 피우는 낙엽 관목이다. 한반도에서는 초봄에 꽃을 피운다.
다음과 같은 종이 속한다.
- 개나리(F. koreana) — 한반도 원산.
- 당개나리(F. suspensa) — 중국 원산.
- 만리화(F. ovata) — 한반도 원산.
- 장수만리화(F. velutina) - 한반도 원산.
- 의성개나리(F. viridissima) — 중국 원산.
- 구주개나리 또는 유럽개나리(F. europaea) — 발칸반도 원산.
- F. giraldiana — 중국 북서부 원산.
- F. japonica — 일본 원산.

교배종인 인터미디어개나리(F. × intermedia, F. suspensa × F. viridissima)와 Forsythia × variabilis(F. ovata × F. suspensa))도 관상용으로 심는다.

## 사진

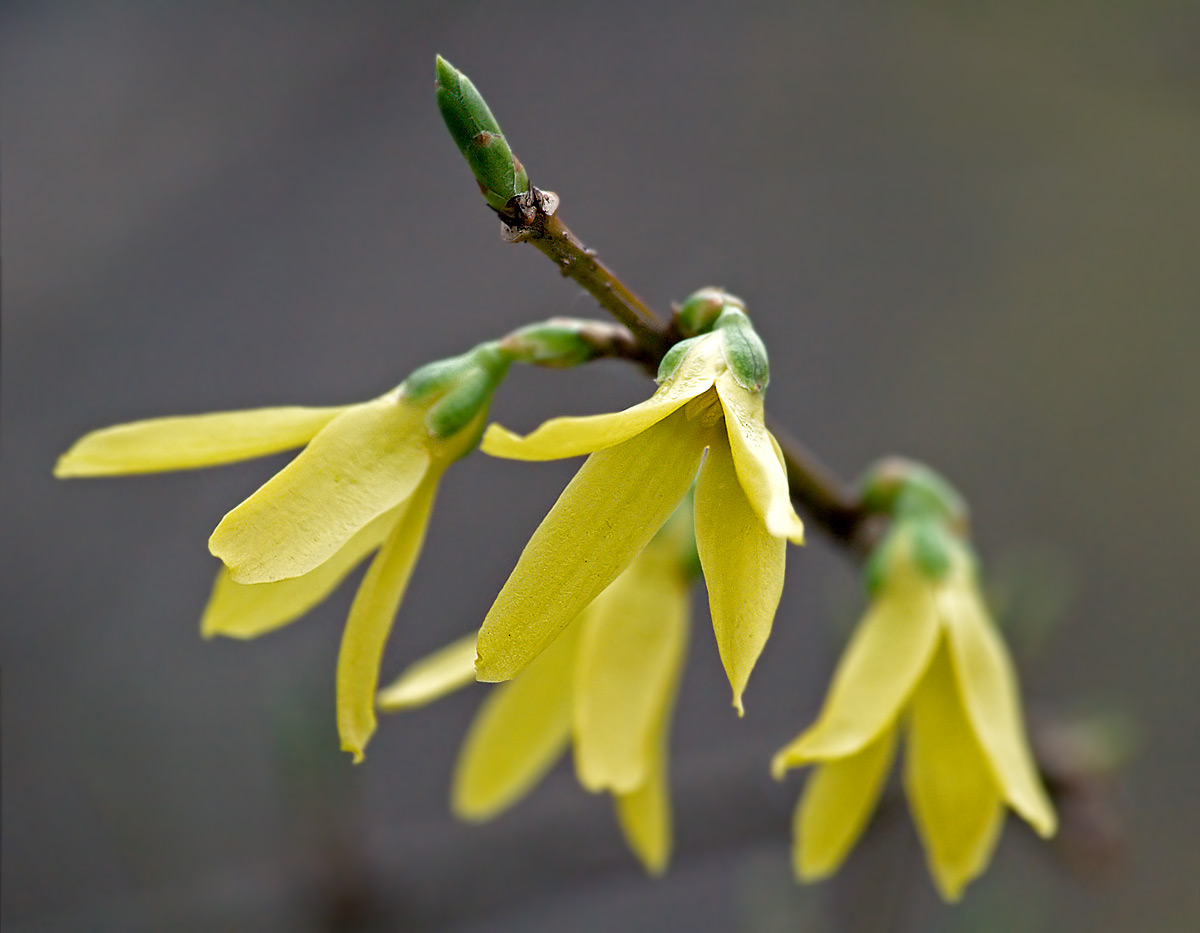
개나리꽃.
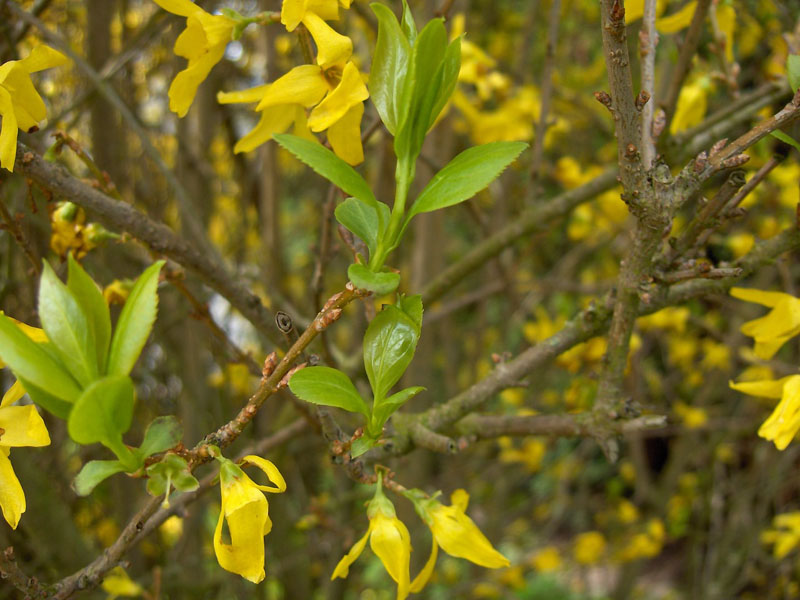
인터미디어개나리의 어린 잎